# Frans Van Cauwelaert

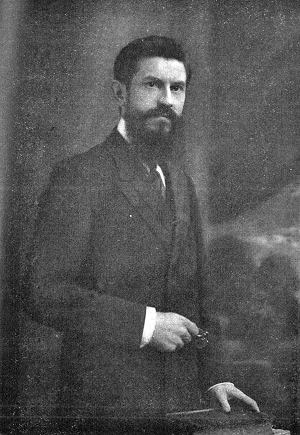
Frans van Cauwelaert

Frans Van Cauwelaert, född 10 januari 1880 och död 17 maj 1961, var en belgisk politiker och präst.
Van Cauwelaert invaldes 1910 i deputeradekammaren, där han snart gjorde sig känd som en av de flamländska katolikernas främsta förespråkare. Under första världskriget ledde han från Nederländerna de flamländska passivisterna, vilka i motsättning till aktivisterna inte ville utnyttja den tyska ockupationen för att genomdriva flamländska krav. 1921 blev Van Cauwelaert borgmästare i Antwerpen.